# Stadion Jinnah
Stadion Jinnah – wieloużytkowy stadion znajdujący się w Pakistanie, w stolicy kraju Islamabad. Na tym stadionie swoje mecze rozgrywają drużyny piłkarskie, m.in. ZTBL F.C. oraz reprezentacja Pakistanu w piłce nożnej, a także odbywają się tam zawody lekkoatletyczne, ponieważ stadion jako jeden z niewielu w Pakistanie posiada bieżnię z tartanową nawierzchnią. Stadion może pomieścić 48 200 widzów.